# Allium eriocoleum
Allium eriocoleum är en amaryllisväxtart som beskrevs av Aleksei Ivanovich Vvedensky. Allium eriocoleum ingår i släktet lökar, och familjen amaryllisväxter. Inga underarter finns listade i Catalogue of Life.